# Lachaussée
Lachaussée település Franciaországban, Meuse megyében. Lakosainak száma 280 fő (2022. január 1.). Lachaussée Woël, Dampvitoux, Hagéville, Sponville, Xonville, Jonville-en-Woëvre és Vigneulles-lès-Hattonchâtel községekkel határos.

## Népesség
A település népességének változása:
| Lakosok száma | 117  | 161  | 219  | 236  | 268  | 272  | 271  | 272  | 276  | 280  |
|               | 1968 | 1982 | 1990 | 2006 | 2013 | 2015 | 2017 | 2019 | 2020 | 2022 |